# Pierre Arditi

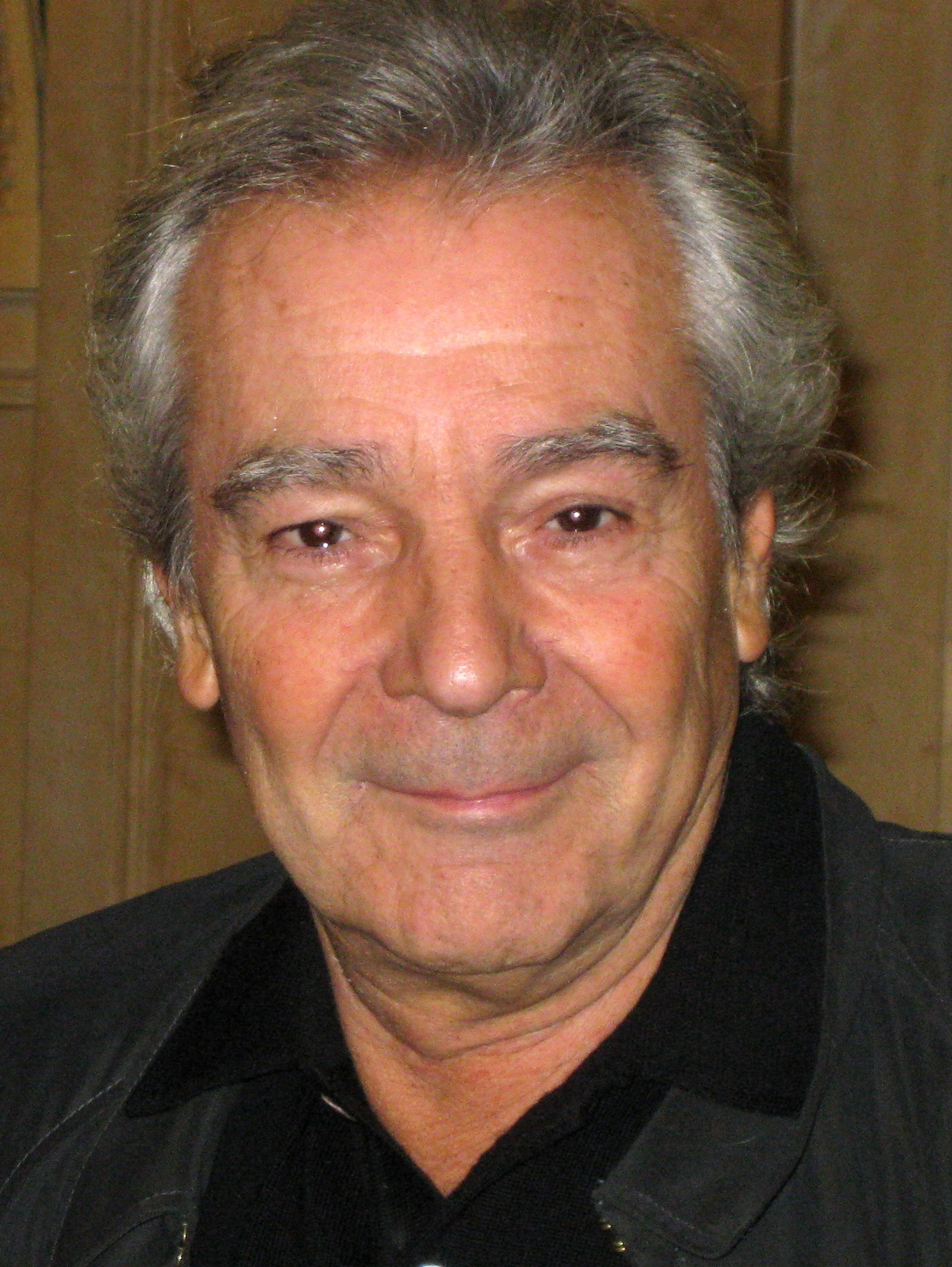
Pierre Arditi (2009)

Pierre Arditi (* 1. Dezember 1944 in Paris) ist ein französischer Schauspieler.

## Leben
Pierre Arditi ist der Sohn eines Malers und Theaterdekorateurs griechisch-spanischer Herkunft, Georges Arditi, und der Belgierin Yvonne Leblicq. Seine Schwester ist die Schauspielerin Catherine Arditi (geb. 1946); seine Halbschwestern, Danièle und Rachel Arditi, sind ebenfalls Schauspielerinnen. Von Catherine wurde Pierre nach seinem Militärdienst in Deutschland ermutigt, Schauspieler zu werden. Er debütierte 1965 an ihrer Seite in L’Opéra du Monde, einem Theaterstück von Jacques Audiberti, unter der Regie von Marcel Maréchal. Seit diesem Zeitpunkt steht er regelmäßig auf Pariser Theaterbühnen. 1985 spielte Arditi in Tailleur pour dames von Georges Feydeau am Théâtre des Bouffes-Parisiens zum ersten Mal eine Rolle in einer Inszenierung von Bernard Murat. Im nächsten Jahr folgte La Répétition ou l’Amour puni von Jean Anouilh am Théâtre Édouard-VII. Das war der Beginn einer langjährigen Zusammenarbeit zwischen Murat und Arditi. Inzwischen hat Arditi mit einer Reihe von renommierten Regisseuren zusammengearbeitet, beispielsweise mit André Barsacq, Jean-Pierre Bisson, Jean-Louis Barrault, Marcel Maréchal, Peter Stein, Lous Verneuil, Andreas Voutsinas und Georges Wilson.
Sein Fernsehdebüt gab Arditi im Jahr 1966 an der Seite Anny Dupereys in der Allô Police-Folge L’enquête visible. Roberto Rosselini besetzte ihn 1971 als Blaise Pascal in dem gleichnamigen Fernsehfilm. Zu Beginn der 1970er Jahre spielt Arditi außerdem Nebenrollen in mehreren Fernsehproduktionen, so neben Bernard Verley in Eugène Sue, mit Rosy Varte in Madame Filoume und mit Claude Jade in Les oiseaux de lune. Daneben hatte er Gastrollen in Fernsehserien und spielte zwischen 1981 und 1983 der TV-Reihe Au théâtre ce soir in vier Theaterverfilmungen. 
Seine erster großer Auftritt in einem Kinofilm war im Jahr 1978 die Rolle des Julien in Das Ende der Nacht von Yannick Bellon. Robert Enrico besetzte ihn 1980 für Auch Mörder haben schöne Träume. 1980 begann mit Mein Onkel aus Amerika die Zusammenarbeit mit dem Regisseur Alain Resnais, dessen Lieblingsdarsteller er wurde. Resnais besetzte ihn für Das Leben ist ein Roman (1983) und immer wieder an der Seite von Sabine Azéma, so in Liebe bis in den Tod (1984), Mélo (1988), Smoking / No Smoking (1993) und Das Leben ist ein Chanson (1998). 
Arditi arbeitete weiterhin fürs Fernsehen, so in der Rolle des Schurken Gérard de Villefort im Vierteiler Der Graf von Monte Christo (1998). 
Pierre Arditi gewann zweimal den César: als bester Nebendarsteller in Mélo und als bester Hauptdarsteller in Smoking / No Smoking.
Im Jahr 2002 wurde er wie bereits sein Vater zum Ritter der französischen Ehrenlegion ernannt.
Arditi heiratete 2010 seine langjährige Lebensgefährtin und Schauspielkollegin Évelyne Bouix.

## Filmografie (Auswahl)
- 1971: Blaise Pascal (TV)
- 1973: Le noctambule (TV)
- 1974: Les oiseaux de lune (TV)
- 1978: Das Ende der Nacht (L’amour violé)
- 1980: Auch Mörder haben schöne Träume (Pile ou face)
- 1982: Der Geheimbund schwarze Nadel (L'Épingle noire)
- 1980: Mein Onkel aus Amerika (Mon oncle d’Amérique)
- 1983: Das Leben ist ein Roman (La vie est un roman)
- 1984: Liebe bis in den Tod (L’amour à mort)
- 1985: Streng persönlich (Strictement personnel)
- 1986: Mélo
- 1986: Die Liebe der Florence Vannier (L’état de grâce)
- 1987: Der nackte Schatten (La passarelle)
- 1987: Flag
- 1987: Brennender Sommer (De guerre lasse)
- 1987: Raffinierte Rache (Pattes de velours)
- 1987: Agent Trouble – Mord aus Versehen (Agent trouble)
- 1988: Natalia
- 1988: Radio Corbeau – Der Rabe packt aus (Radio Corbeau)
- 1989: Duo (Colette: Duo)
- 1989: Erlesene Kreise (Les grandes familles)
- 1989: Geheimauftrag Erdbeer Vanille (Vanille fraise)
- 1991: Gemischtes Doppel (Les clés du paradis)
- 1992: Die kleine Apokalypse (La petite apocalypse)
- 1992: L’ombre
- 1993: Smoking / No Smoking
- 1994: Affäre Dreyfus (L’affaire Dreyfus)
- 1995: Herzdame (Une femme dans mon cœur)
- 1996: Launen eines Flusses (Les caprices d’un fleuve)
- 1996: Männer und Frauen – Eine Gebrauchsanweisung (Hommes, femmes, mode d’emploi)
- 1997: Das Leben ist ein Chanson (On connaît la chanson)
- 1998: Begegnung in Venedig (Hasards ou coïncidences)
- 1998: Der Graf von Monte Christo (Le comte de Monte Christo)
- 1998: Que la lumière soit!
- 2002: Ausgerechnet zu Weihnachten (Tout va bien, c’est Noël)
- 2003: Les clefs de bagnole
- 2003: Das Geheimnis des gelben Zimmers (Le mystère de la chambre jaune)
- 2004: Julie – Agentin des Königs (Julie, chevalier de Maupin)
- 2006: Herzen
- 2009: Affären à la carte (Le code a changé)
- 2010: Grüne Hölle (Vivace)
- 2012: Ihr werdet euch noch wundern (Vous n’avez encore rien vu)
- 2012: La fleur de l’âge
- 2015: Nur Fliegen ist schöner (Comme un avion)
- 2017: Die Poesie der Liebe (Monsieur und Madame Adelmann)
- 2019: Die schönste Zeit unseres Lebens (La belle époque)
- 2021: Menschliche Dinge (Les choses humaines)
- 2022: Maestro(s)
- 2023: Clemenceau, la force d’aimer